# Pueblo Nuevo Viñas
Pueblo Nuevo Viñas est une ville du Guatemala dans le département de Santa Rosa.